# Тукульти-Нинурта I
Тукульти-Нинурта I — царь Ассирии приблизительно в 1244—1207 годах до н. э. Сын Салманасара I.

## Правление
Уже в первый год своего правления (ок. 1244) Тукульти-Нинурта I разгромил племена гутиев и укуманиев, вероятно, живших в районе страны и города Кумману (то же, что урартское Кумену, она же в позднее время Кумме или Кума, современная деревня Комане в 9 км юго-восточнее Амадии на реке Большой Заб) и захватил страны Элхуниа, Шарнида и Мехри (довольно общее название племен, обитавших к северу от Ассирии).
Также Тукульти-Нинурта I сообщал о покорении страны шубарейцев, которая включала страны Кадмухе, Пушшу, Мумму, Алзи, Амадани (вариант Медани), Нихани, Алайа, Тебурзи, Пурулумзи и страну пабхийцев. Среди этой коалиции шубарейских стран различают две группировки: страны Кадмухе, Пушшу, Мумму и страны Алзи, Амадани, Нихани, Алайа, Тебурзи, Пурулумзи. Вторая группа стран обозначалась как область гор Кашийари. Особое место среди шубарейских стран занимала страна пабхийцев. Эта отдаленная страна локализуется в районе слияния Западного и Восточного Тигра (Бохтан-су) и севернее Кадмухе и была известна также хеттам (Папааххи или Папаанхи) и египтянам. Страной папхийцев обозначалось не политическое объединение. Это было понятие общего характера, под которым подразумевалась обширная территория, заселённая, по-видимому, многочисленными племенами.
Наибольшему разгрому подвергались Алзи, Пурулумзи, Амадани. Были захвачены и разграблены 4 «укрепленных города господства» Эхли-Тешшуба, царя Алзи, 6 укрепленных поселений страны Амадани, большое торговое поселение страны Пурулумзи. Всего было разграблено, разрушено и сожжено 180 шубарейских поселений, их жители взяты в плен и уведены в Ашшур. Эхли-Тешшуб со своими сыновьями и придворными бежал в Наири. Царь Пушшу, видимо, был взят в плен, так как один хозяйственный документ упоминает выдачу довольствия царю Пушшу. Страны Алзи, Амадани, Нихани, Алайа, Тебурзи, Пурулумзи. Кадмухе, Пушшу, и Мумму были включены в состав Ассирии, на них была наложена дань. Затем Тукульти-Нинурта I вторгся в Наири и разбил коалицию «43 царей (то есть племенных вождей) Наири». «Цари» были взяты в плен и в медных оковах отправлены в город Ашшур, а их территории обложены данью. В том же 1-м году своего правления Тукульти-Нинурта дерзнул даже вторгнутся на территорию Хеттского царства и увёл оттуда 8 саросов (то есть 28 800) пленных.
Во время последующих походов Тукульти-Нинурта I значительно расширил территорию Ассирийской державы. Надписи ассирийского царя говорят о захвате Мари, Ханы, Рапикума, гор Ахламеев, страны Хургамуш, Мукакаш, Бит-Макки, Бит-Кулла, Акриаш, Сиккуру, Хузуш, Турнасума, Хашшилуна, Шада, Саппане, Турпинухлиа, Дуру (совр. Аназ), Узамиа, Харнабхи, Шаддишше, Улайаш, Ульмуйаус, Хуссауш, Дзауш, Дамнауш, Аринни (Арина), Бириту (может быть тоже, что и позднейшая Бирту в районе Тикритайна на среднем Тигре), Аррапха, Курбата, Агалишна, Шадаппа, Калзибла, Каммараш, Элурс, Камменза, Альбада, Сикабда, Шабила. Походы тогда стали совершаться регулярно, каждый год и даже не столько с целью расширения территории, сколько просто ради грабежа. Походы Тукульти-Нинурты серьёзно затронули как хурритские (шубарейские), так и урартские и кутийские племена.
На юге Тукульти-Нинурта I осуществил грандиозное деяние — завоевал касситскую Вавилонию (ок. 1223). Царь касситов Каштилиаш IV был взят в плен и в цепях уведён в Ашшур. Вавилон подвергся жесточайшему разграблению. Многие ценности, в том числе статуя бога Мардука, были увезены в Ассирию. После чего Тукульти-Нинурта принял титул «царь Шумера и Аккада» и правил Верхней и Нижней Месопотамией свыше 7 лет (ок. 1223—1215). Туккульти-Нинурта успешно воевал с эламским царем Китен-Хутраном, не раз вторгавшимся на территорию подвластной ему Вавилонии и ок. 1210 г. до н. э. нанёс тому сокрушительное поражение, в связи с чем Китен-Хутран вообще исчез с исторической арены и о нём больше ничего не слышно.
Чтобы полностью освободится от всякого влияния со стороны общинного совета Ашшура, Тукульти-Нинурта I перенёс свою резиденцию в специально построенный в 3 км к северо-востоку от Ашшура новый город Кар-Тукульти-Нинурта (то есть «Торговая пристань Тукульти-Нинурты»). Новый пригород Ашшура, на который не распространялись городские вольности и привилегии, был предназначен помимо всего прочего и для того, чтобы перехватить ашшурскую торговлю. Здесь же был сооружен грандиозный дворец — парадная резиденция царя. Специальные указы во всех тонкостях определяли сложнейший дворцовый церемониал. Личный доступ к царю имели теперь лишь немногие высокопоставленные придворные (обычно евнухи). Чрезвычайно суровый регламент определял распорядок в дворцовых покоях, правила совершения специальных магических ритуалов для предотвращения зла и тому подобных ритуалов. В Ашшуре Тукульти-Нинурта восстановил храм Иштар, построенный согласно его надписи ещё Илу-шумой.
Однако время осуществления «имперских» притязаний ещё не настало. Видимо, не без участия обиженной ашшурской знати Тукульти-Нинурта I был объявлен сумасшедшим, низложен и вскоре убит, а его резиденция была заброшена. Во главе заговора стоял сын Тукульти-Нинурты.
Правил Тукульти-Нинурта I 37 лет.